# Southeast Division
De Southeast Division is een competitie in de NBA die onder de Eastern Conference valt. De NBA is opgedeeld in 2 zogenaamde conferences, die vervolgens weer opgedeeld zijn in 3 divisies.
De divisies worden ingedeeld door geografische ligging. De Southeast Division bestaat sinds 2005.

## Deelnemers
- Atlanta Hawks
- Charlotte Hornets (tot 2014 Charlotte Bobcats geheten)
- Miami Heat
- Orlando Magic
- Washington Wizards

## Kampioenen
| Jaar | Team               |
| ---- | ------------------ |
| 2005 | Miami Heat         |
| 2006 | Miami Heat         |
| 2007 | Miami Heat         |
| 2008 | Orlando Magic      |
| 2009 | Orlando Magic      |
| 2010 | Orlando Magic      |
| 2011 | Miami Heat         |
| 2012 | Miami Heat         |
| 2013 | Miami Heat         |
| 2014 | Miami Heat         |
| 2015 | Atlanta Hawks      |
| 2016 | Miami Heat         |
| 2017 | Washington Wizards |
| 2018 | Miami Heat         |
| 2019 | Orlando Magic      |
| 2020 | Miami Heat         |
| 2021 | Atlanta Hawks      |
| 2022 | Miami Heat         |
| 2023 | Miami Heat         |
| 2024 | Orlando Magic      |
| 2025 | Orlando Magic      |